# دیوید بازوسکی
دیوید بازوسکی (انگلیسی: David Baszucki؛ زادهٔ ۲۰ ژانویهٔ ۱۹۶۳) برنامه‌نویس، کارآفرین و مخترع اهل ایالات متحده آمریکا است، که در سال ۲۰۰۴ شرکت روبلاکس را تأسیس کرد.